# Khainur, Sindgi
Khainur là một làng thuộc tehsil Sindgi, huyện Bijapur, bang Karnataka, Ấn Độ.